# Гражданство Болгарии
Гражданство Болгарии (болг. българско гражданство) — устойчивая правовая связь лица с Болгарией, выражающаяся в совокупности их взаимных прав и обязанностей.

## Основные положения
Закон о гражданстве Болгарии регулируется Конституцией Болгарии 1991 года (статьи 25 и 26) и законом о гражданстве 1999 года (с изменениями, внесенными в различные годы вплоть до 2009 года).
Право на гражданство основано в первую очередь на Jus sanguinis.
За обработку заявлений о предоставлении гражданства отвечает министерство юстиции Болгарии.

## Приобретение болгарского гражданства
Болгарское гражданство может быть приобретено следующими способами:
- Jus sanguinis — по происхождению, если хотя бы один из родителей является болгарским гражданином[3].
- Jus soli — по рождению в Болгарии (если гражданство другой страны не было приобретено по родовому признаку), или ребёнок, найденный в Болгарии, родители которого неизвестны.
- По натурализации после 10 лет проживания в стране.

Одним из вариантов получения гражданства является участие в программе получения ПМЖ за инвестиции. Кандидаты должны внести 1 миллион лев в портфеле правительственных облигаций на инвестиционный период в пять лет. В конце этого периода вся сумма возвращается инвестору без начисленных процентов. Инвестиции полностью гарантируются государственными облигациями.

## Двойное гражданство
Болгария позволяет своим гражданам иметь иностранное гражданство в дополнение к болгарскому.
Граждане России, получившие болгарское гражданство, имеют его в качестве второго, так как между странами не заключен договор о двойном гражданстве. Некоторые страны не допускают множественного гражданства. Например, лица, которые по рождению приобрели болгарское и японское гражданство, должны объявить министерству юстиции Японии до достижения 22 лет, какое гражданство они желают сохранить.

## Свобода передвижения граждан Болгарии
Болгарские граждане одновременно являются гражданами Европейского Союза и, таким образом, пользуются правом свободного передвижения и имеют право голосовать на выборах в Европейский парламент.
В 2021 году болгарские граждане имели безвизовый доступ или возможность получения визы по прибытии в 173 странах и территориях, а болгарский паспорт занимал 16 место в мире согласно индексу визовых ограничений.